# 维莱·莱科宁
维莱·莱科宁（芬蘭語：Ville Räikkönen，1972年2月14日—），芬兰男子冬季两项运动员。他曾代表芬兰参加1998年和2002年冬季奥林匹克运动会冬季两项比赛，获得一枚铜牌。